# Wspólnota administracyjna Dohna-Müglitztal
Wspólnota administracyjna Dohna-Müglitztal (niem. Verwaltungsgemeinschaft Dohna-Müglitztal) – wspólnota administracyjna w Niemczech, w kraju związkowym Saksonia, w okręgu administracyjnym Drezno, w powiecie Sächsische Schweiz-Osterzgebirge. Siedziba wspólnoty znajduje się w mieście Dohna.
Wspólnota administracyjna zrzesza jedną gminę miejską oraz jedną gminę wiejską: 
- Dohna
- Müglitztal